# Лесли, Крис
Кристофер Майкл «Крис» Лесли (англ. Christopher Michael «Chris» Leslie, Китли, Западный Йоркшир, Англия) — британский политик-лейборист, член парламента с 1997 по 2005 и с 2010. Теневой Канцлер Казначейства в мае-сентябре 2015.

## Биография
Лесли учился в Университете Лидса. С 1994 по 1996 год он был администратором офиса, идя дальше, чтобы стать политическим научным сотрудником в Брэдфорде в 1996. Он был избран в парламент за месяц до своего 25-го дня рождения.
18 февраля 2019 года объявил о своём уходе из Лейбористской партии вследствие неприятия политического курса, проводимого лидером лейбористов Джереми Корбином, и присоединении к Независимой группе. 
Женат, имеет дочь.

## Ссылка
- Официальный сайт